# Optimum ekologiczne
Optimum ekologiczne – zakres wartości czynników ekologicznych zapewniający organizmowi najkorzystniejsze warunki funkcjonowania a tym samym największe szanse przeżycia i rozwoju. Jeśli organizmy funkcjonują w optimum to śmiertelność jest minimalna a rozrodczość maksymalna.